# Němčany
Němčany település Csehországban, Vyškovi járásban. Němčany Rousínov, Hodějice, Dražovice, Slavkov u Brna, Letonice és Křižanovice településekkel határos. Lakosainak száma 827 fő (2024. január 1.).

## Népesség
A település lakosságának változását az alábbi diagram mutatja:
| Lakosok száma | 642  | 845  | 981  | 955  | 812  | 736  | 799  | 785  | 800  | 827  |
|               | 1869 | 1900 | 1921 | 1961 | 1980 | 2011 | 2016 | 2019 | 2021 | 2024 |